# Kreis Weener
De Kreis Weener was van 1885 tot 1932 een landkreis in de Pruisische provincie Hannover. 

## Geografie
De kreis Weener omvatte de gehele landstreek Rheiderland. Parallel aan de westkant van de Eems lag de Friese Straat, een oude handelsroute tussen Emden en Munster.

### Geografische locatie
In het noorden grenzend aan de voormalige kreis Emden, in het oosten grenzend aan de Landkreis Leer, in het zuiden grenzend aan de Kreis Aschendorf en in het westen grenzend aan het Koninkrijk der Nederlanden.

## Geschiedenis
In 1867, werd het Koninkrijk Hannover door het Koninkrijk Pruisen geannexeerd en werd het een provincie van Hannover. In het kader van de invoering van een nieuwe Kreisverdeling in de provincie werd op 1 april 1885 door het ambt van Hannover de kreis Weener gevormd.
In 1932 werd door een verordening van het Pruisische Ministerie van Buitenlandse Zaken de kreis Weener samengevoegd met de Kreis Leer. 

### Demografie
| Jaar     | 1890   | 1900   | 1910   | 1925   |
| -------- | ------ | ------ | ------ | ------ |
| Inwoners | 20.431 | 20.525 | 20.537 | 21.329 |

## Gemeente
De gemeenten in de voormalige kreis Weener met hun inwonersaantallen.
| Gemeente         | Inwoners | Gemeente          | Inwoners | Gemeente       | Inwoners |
| ---------------- | -------- | ----------------- | -------- | -------------- | -------- |
| Beschotenweg     | 289      | Ditzumerhammrich  | 803      | Midlum         | 307      |
| Bingum           | 735      | Hatzum            | 351      | Nendorp        | 135      |
| Boen             | 417      | Heinitzpolder     | 101      | Oldendorp      | 159      |
| Böhmerwold       | 115      | Holtgaste         | 293      | Pogum          | 293      |
| Bunde            | 1811     | Holthusen         | 1653     | St. Georgiwold | 154      |
| Bunderhammrich   | 760      | Jemgum            | 1133     | Stapelmoor     | 1214     |
| Bunderhee        | 720      | Kirchborgum       | 332      | Vellage        | 260      |
| Bunderneuland    | 166      | Kritzum           | 285      | Weener         | 3923     |
| Charlottenpolder | 118      | Landschaftspolder | 311      | Weenermoor     | 1101     |
| Diele            | 611      | Marienchor        | 111      | Wymeer         | 1078     |
| Ditzum           | 798      |                   |          |                |          |

### Huidige gemeente
Het gebied van de voormalige Kreis Weener is momenteel verdeeld over de gemeente Bunde, de gemeente Jemgum en de stad Weener evenals het dorp Bingum.

### Kreis bestuurders
- 1885–1888 Matthias Knaus
- 1888–1893 Lümko Iderhoff
- 1893–1904 Adolf Kriege
- 1904–1909 Karl Gosling
- 1909–1927 Erich Bachmann
- 1927–1927 Hans Freiherr von Oldershausen (kommissarisch)
- 1927–1927 Emil Wehriede (kommissarisch)
- 1928–1932 Benno Eide Siebs